# Vale de Frades e Avelanoso
Vale de Frades e Avelanoso (oficialmente, União das Freguesias de Vale de Frades e Avelanoso) é uma freguesia portuguesa do município de Vimioso, com 69,38 km² de área e 293 habitantes (censo de 2021). A sua densidade populacional é 4,2 hab./km².
Para além de Vale de Frades e Avelanoso a União de Freguesias é composta por mais duas aldeias da antiga freguesia de Vale de Frades (São Joanico e Serapicos).

## História
Foi criada aquando da reorganização administrativa de 2013, resultando da agregação das antigas freguesias de Vale de Frades e Avelanoso.

## Demografia
A população registada nos censos foi:
| Distribuição da População por Grupos Etários | Distribuição da População por Grupos Etários | Distribuição da População por Grupos Etários | Distribuição da População por Grupos Etários | Distribuição da População por Grupos Etários |
| -------------------------------------------- | -------------------------------------------- | -------------------------------------------- | -------------------------------------------- | -------------------------------------------- |
| Ano                                          | 0-14 Anos                                    | 15-24 Anos                                   | 25-64 Anos                                   | > 65 Anos                                    |
| 2001                                         | 29                                           | 37                                           | 156                                          | 185                                          |
| 2011                                         | 12                                           | 18                                           | 99                                           | 179                                          |
| 2021                                         | 10                                           | 12                                           | 102                                          | 169                                          |

À data da junção das freguesias, a população registada no censo anterior foi:
| Freguesia atual                                    | Freguesia atual  | Freguesia atual | Freguesias antigas | Freguesias antigas | Freguesias antigas |
| Freguesia                                          | População (2011) | Área (km²)      | Freguesia          | População (2011)   | Área (km²)         |
| -------------------------------------------------- | ---------------- | --------------- | ------------------ | ------------------ | ------------------ |
| União das Freguesias de Vale de Frades e Avelanoso | 308              | 69,38           | Vale de Frades     | 160                | 40,16              |
| União das Freguesias de Vale de Frades e Avelanoso | 308              | 69,38           | Avelanoso          | 148                | 29,22              |

## Localidades
A União de Freguesias é composta por quatro aldeias:
- Avelanoso
- Serapicos
- São Joanico
- Vale de Frades